# 埃奥尔泽亚
埃奥尔泽亚（希臘語：Εορδαία）是希腊西马其顿大区科扎尼专区的市镇，行政中心为托勒密镇。市镇面积为708.8平方公里，2021年人口数量为42,515人。
此市镇设立于2011年地方政府改革中，由原5个市镇合并而成，原市镇则成为此市镇的5个市区。